# 卡比利亚

卡比利亚在地图上的位置。

卡比利亚（英語：Kabylie）是阿尔及利亚北部卡拜尔人聚集区。
它是阿特拉斯山脉的一部分，位于地中海的边缘。这里主要包括：布米尔达斯、塞提夫、布阿拉里季堡、吉杰勒。古拉亚国家公园和杜吉雅国家公园都在这里。

## 历史

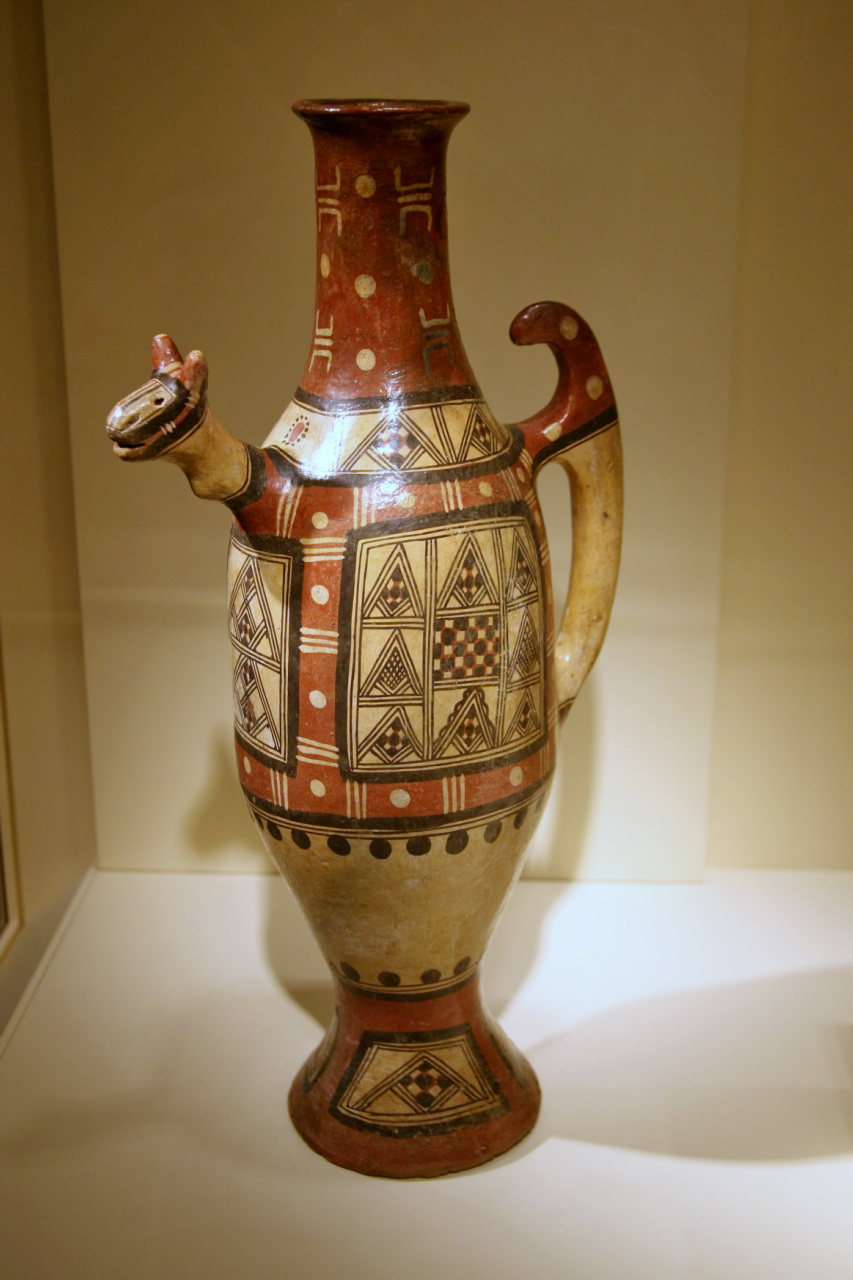
美国华盛顿特区国立非洲艺术博物馆的19世纪的卡比利亚地区制作的壶子。

阿尔及利亚曾经长期是法国的殖民地，卡比利亚地区也不例外，许多人都被征召去法国参加战争。
阿拉伯之春爆发后，柏柏尔人取得成功，他们的语言被阿尔及利亚承认是官方语言，享受和阿拉伯语一样的地位，但是这都只是表面文章，阿尔及利亚当局继续打压柏柏尔人，继续执行“阿拉伯语化”同化政策。

## 地理

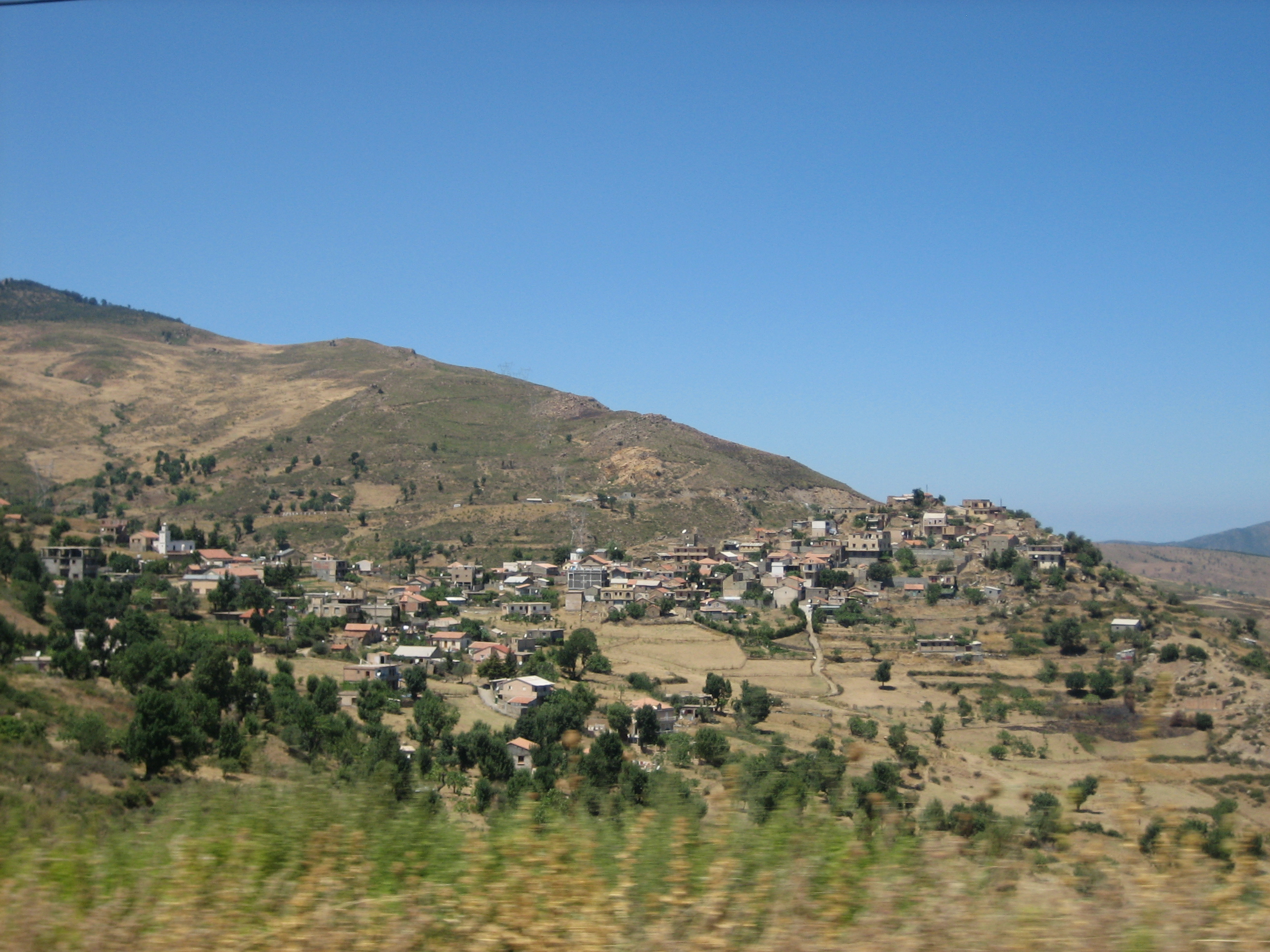
卡比利亚地区景观。

卡比利亚地区在地中海旁的山地降水量丰沛，由于人口密度大，林地大量减少，农作物只能够生存，贫穷现象普遍，人口常年外流，手工艺品闻名世界。
南部卡比利亚地区山地多冷杉林，人口很少，交通不方便，有矿藏、果园、水力发电站和公路。
卡比利亚地区其他地区主要是栎树林和下木丛，居民点人口流动量很大，从事小型农业生产，经济依靠出产软木。

### 道路
阿尔及尔—贝买亚公路。

## 文化
卡比利亚地区的文化是柏柏尔人特有的文化，但是阿尔及利亚当局并不承认，因为阿尔及利亚是一个以阿拉伯人为主的国家，具有较强的排外性。

## 名人
- 西迪·布塞哈基 （1394年–1453年）- 穆斯林神学家